# Здун Всеволод Ілліч

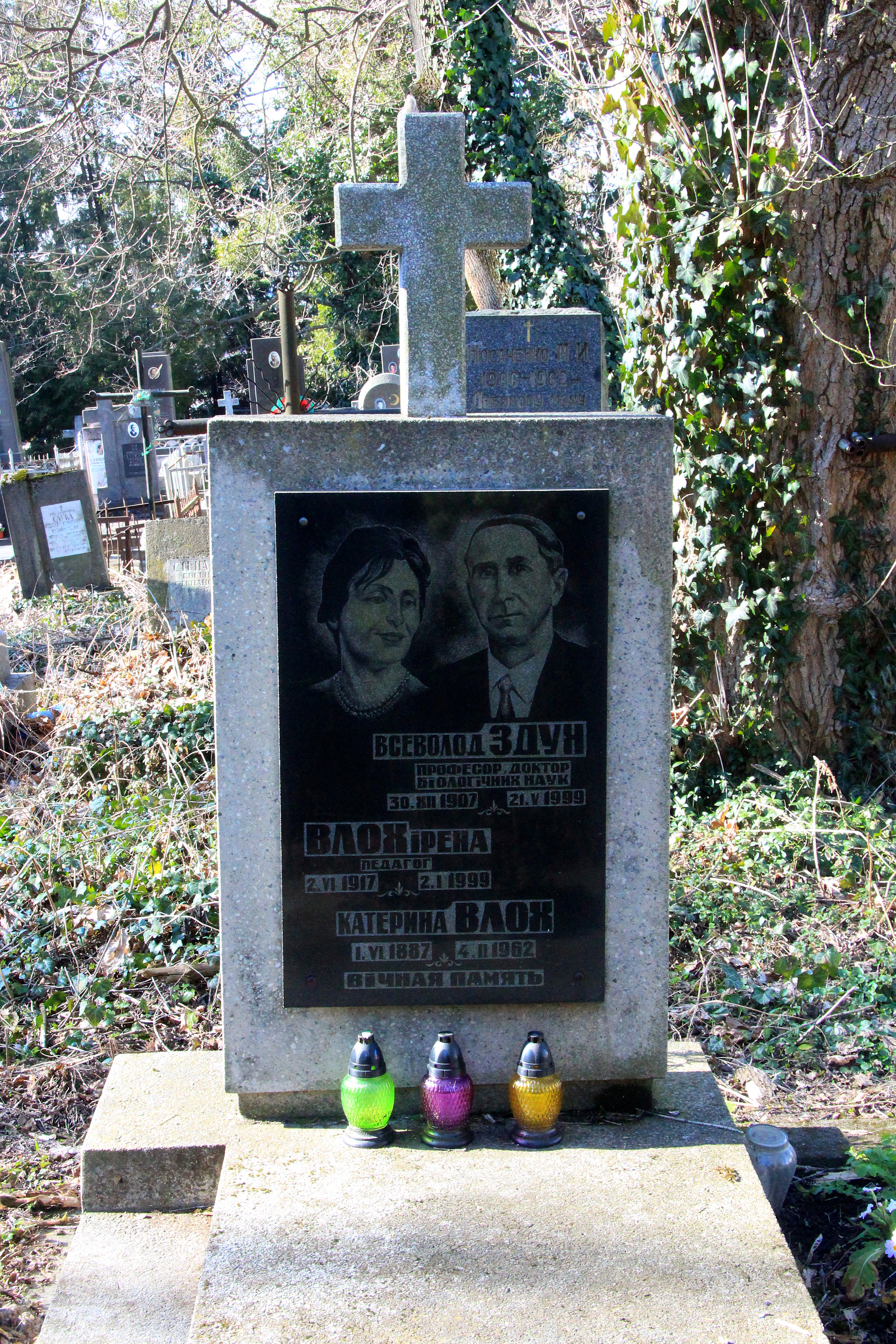

Здун Всеволод Ілліч (30.12.1907 — 22.05.1999) — український зоолог і паразитолог, доктор біологічних наук (1963), професор (1965) кафедри зоології Львівського університету. Вивчав паразитів (переважно трематод) наземних і прісноводних молюсків Західної України та в меншій мірі самих молюсків, а також їхніх личинок, зокрема й церкарій.

## Життєпис
Народився Всеволод Ілліч у селі Пригоріле Грубешівського повіту Люблінського воєводства, 17 грудня за старим стилем або ж 30 грудня за новим, 1907 року, у сім'ї службовця.
У 1927 році одержав атестат зрілості і того ж року записався на математично-природничий факультет Варшавского університету імені Юзефа Пілсудського. Університет закінчив наприкінці квітня 1936 року зі ступенем магістра у галузі зоології та порівняльної анатомії, для підтвердження чого здав іспити з: математики для природознавців, експериментальної фізики, хімії, основ геології, ботаніки (основи морфології, анатомії, фізіології та систематики рослин), загальної зоології, систематичної зоології, зоогеографії, анатомії та фізіології людини, порівняльної анатомії з гістологією та ембріологією хребетних, фізіології тварин, палеозоології, основ філософських наук, генетики, зоології з порівняльною анатомією зі захистом магістерської роботи і безпосередньо здав магістерську роботу за темою «О выявлении струнцов в домашней кошке». Паралельно у цьому ж університеті Здун В. І. здав іспити на географічному факультеті, зокрема з: загальної географії, регіональної географії з окресленням проблем політичної географії та географії Польщі.
У 1937 році закінчив педагогічний курс на гуманітарному факультеті Варшавського університету. З 1933 до 1939 року працював викладачем біології у приватних гімназіях м. Варшави. Одночасно в Інституті зоології Варшавського університету опрацьовував наукову тему з області паразитології. У 1939—1940 роках працював приватним учителем у м. Варшава.
Від 1940 до 1942 року займав посаду вчителя в початковій школі с. Березовець, Грубешівського повіту Люблінського воєводства (Республіка Польща).
Під час Другої світової війни, у 1942—1944 роках, працював викладачем біології в Учительській семінарії м. Грубешова, а в 1944—1945 роках викладав біологію в приватній гімназії м. Грубешова.
У 1945 році переїхав із Польщі на Волинь — до міста Луцька, де працював викладачем біології у Фельдшерсько-акушерському і фармацевтичному технікумах.
З вересня 1946 до 1951 року працював у Львівському науково-природознавчому музеї АН УРСР на посаді молодшого наукового співробітника.
У 1949 році закінчив Вечірній університет марксизму-ленінізму.
З червня 1951 року був зарахований молодшим науковим співробітником у відділі зоології Інституту агробіології АН УРСР.
В лютому 1953 року захистив дисертацію «Фауна личинок трематод в моллюсках водоемов западных областей Украины» і здобув ступінь кандидата біологічних наук.
У січні 1955 року одержав атестат старшого наукового співробітника зі спеціальності «зоологія». У тому ж році при реорганізації Інституту агробіології перейшов у відділ тваринництва науково-дослідного Інституту землеробства і тваринництва західних регіонів УРСР.
З 1954 до 1957 року неодноразово обирався до складу народних засідателів Окружної лічильної комісії по виборах народних суддів у м. Львові. З 1958 року обирався головою Львівського наукового товариства паразитологів.
У березні 1959 року, за конкурсом, перейшов на посаду старшого наукового співробітника відділу зоології Науково-природознавчого музею АН УРСР, а з лютого 1961 року обійняв посаду керівника відділу паразитології.
У травні 1962 року захистив дисертацію «Личинки трематод в моллюсках пресных водоемов Украинской ССР» і отримав науковий ступінь — доктор біологічних наук.
У березні 1963 року Всеволод Ілліч подав заяву, а у квітні був зарахований на посаду завідувача кафедрою зоології безхребетних Львівського ордена Леніна державного університету імені Івана Франка, де читав наступні дисципліни: загальний курс зоології безхребетних і спецкурси — паразитологія, трематодологія та рецептори безхребетних тварин; проводив заняття великого практикуму.
У 1964 році був обраний головою товариства «Знання» на біологічному факультеті Львівського державного університету.
У березні 1965 року Всеволоду Іллічу рішенням ВАКу було присвоєне наукове звання професора кафедри «зоологія безхребетних тварин».
З 1966 року Здун В. І. — член двох Проблемних Рад, Учених Рад з захисту дисертацій Львівського та Чернівецького держуніверситетів та Львівського зооветеринарного інституту.
У 1972 році, з 20 листопада до 20 грудня, стажувався на кафедрі зоології та порівняльної анатомії безхребетних Московского орндена Леніна та Трудового Червоного Прапора державного університету імені М. В. Ломоносова.
У червні 1974 року згідно з наказом Міністра ВССО УРСР, кафедри зоології хребетних і зоології безхребетних Львівського держуніверситету об'єднані в одну кафедру зоології, завідувачем якої обрано професора В. І. Здуна. На новій кафедрі професор читає такі курси, як: зоологія безхребетних, екологія і біогеоценологія; спецкурси -паразитологія (загальна, систематична, екологічна), порівняльна анатомія тварин, основи наукових досліджень, зоогеографія; веде великий спецпрактикум; керує семінаром — сучасні проблеми екології.
З вересня 1976 року, протягом двох місяців, Всеволод Ілліч стажується на кафедрі зоології безхребетних Київського ордена Леніна державного університету імені Тараса Шевченка
У 1977 та 1979 роках професор В. І. Здун читає свої лекції зі спецкурсу «Загальна паразитологія» не лише у Львові, але й іншому обласному центрі західної України -Ужгороді, зокрема, на біологічному факультеті Ужгородського державного університету.
З вересня 1984 року, протягом двох місяців, Всеволод Ілліч стажується у Львівському відділенні Інституту ботаніки АН УРСР.
У березні 1988 року професор В. І. Здун нагороджений Почесною грамотою Міністерства вищої та середньої спеціальної освіти СРСР.
З 1 липня 1989 року, за власним бажанням і у зв'язку з виходом на пенсію Всеволод Ілліч подає заяву на звільнення з посади професора кафедри зоології, а від 11 жовтня стає пенсіонером, професором кафедри зоології з погодинною оплатою.
Таким чином, загальний науково-педагогічний стаж професора сягає 56 років, у тому числі на посаді професора — 26 років.
Основні наукові праці В. І. Здуна присвячені дослідженню личинкових форм трематод — паразитів хребетних тварин і людини. Головним чином, він вивчав зараженність молюсків пасовищ личинками трематод, що дало йому можливість обґрунтувати застосування методу зміни пасовищ при фасціольозі. За зв'язок наукової роботи з практикою у сільському господарстві, за рекомендації з боротьби з фасціольозом, він був нагороджений медаллю Всесоюзної Сільськогосподарської Виставки.
За науковою тематикою Всеволод Ілліч опублікував понад 150 статей та дві монографії: «Джерела і шляхи інвазії тварин збудниками фасціольозу» та «Личинки трематод у прісноводних молюсках України», був співавтором окремих розділів ще двох, написав посібник з паразитології, здійснив чотири методичні розробки. У своїй науковій діяльності вільно володів, крім української та російської, польською і французькою, слабо — німецькою та англійською. За час роботи підготував 12 кандидатів біологічних наук.
Похований на 85 полі Личаківського цвинтаря.

## Список праць Всеволода Ілліча Здуна
1. Здун В. І. Фауна личинкових стадій трематод в молюсках Закарпаття // Наук. зап. Львів. наук.-природозн. музею АН УРСР. — Львів, 1950. — Т. 1. — С. 167—189.
2. Здун В. І. Фауна личинкових стадій трематод в молюсках Закарпаття // Наук. зап. Львів. наук.-природозн. музею АН УРСР. — Львів, 1951. — Т. 1. — С. 167—189.
3. Здун В. І. Личинки трематод в молюсках родини Melaniidae з нижньої течії Дністра // Наук. зап. Природ. музею Інституту агробіології. — 1952. — Т. 2. — С. 93-113.
4. Здун В. И. Фауна личинок трематод в моллюсках водоемов Западных областей Украины: Автореф. дис…канд. биол. наук. — Львов, 1952. — 16 с.
5. Здун В. І. До вивчення личинок печінкового присисня (Fasciola hepatica L.) // Шкідники та паразити сільськогосподарських рослин і тварин західних областей УРСР та заходи боротьби з ними / Праці Ін-ту агробіології АН УРСР. — Львів, 1954. — Т. 5. — С. 24-35.
6. Здун В. И. Малый прудовик Galba truncatula Mull. -передатчик фасциолеза в карпатских высокогорных водоемах // Тезисы докл. III эколог. конф. — К.: Изд-во КГУ, 1954. — Т. 1. — C. 89-90.
7. Здун В. І. Личинки збудника сангвінікульозу риб в молюсках Західних областей УРСР // Зб. наук. праць «Шкідники та паразити сільськогосподарських рослин і тварин Західних областей УРСР та заходи боротьби з ними». — Львів, 1954. –С. 42-47.
8. Здун В. І. Личинки трематод у прісноводних молюсках України // Зб. наук. праць «Шкідники та паразити сільськогосподарських рослин і тварин Західних областей УРСР та заходи боротьби з ними». — Львів, 1954. — С. 143.
10. Здун В. И. Зараженность моллюсков пастбищ западных областей Украины личинками трематод // Тез. докл. VIII совещ. по паразит. проблемам. — М.-Л., 1955. — С. 74-75.
11. Здун В. І. Малий ставковик Galba truncatula (Muller) — передавач фасціольозу в умовах карпатських високогірних водойм // Наук. зап. Природ. музею Львів. філіалу АН УРСР. — Львів, 1955. — Т. 4. — С. 108—111.
12. Здун В. І., Гжицький С. З. Фасціольоз — небезпечне захворювання сільськогосподарських тварин. — К.: вид-во АН УРСР, 1956. — 16 с.
13. Здун В. І. Як запобігти захворюванню тварин на фасціольоз (мотилицю). — К.: Вид-во Мін. с.г. УРСР, 1956. — 10 с.
14. Здун В. И. Некоторые данные о распространение личинок трематод в водоемах УССР // Сб. научн. трудов «Проблемы паразитологии». — К.: Изд-во Ин-та зоологии АН УССР, 1956. — С. 57-58.
15. Здун В. И. О зараженности моллюсков Закарпатья личиночными формами возбудителей фасциолеза, дикроцелиоза и парамфистоматоза // Науч. зап. Ужгородского гос. ун-та. — Ужгород, 1956. — Т. 21. — С. 123—133.
16. Здун В. И. Личинки печеночного сосальщика Fasciola hepatica L. и их специфический хозяин — малый прудовик Galba truncatula Mull. в условиях западных областей УССР // Тр. Ин-та зоологии. — К., 1956. — С. 61-62.
17. Здун В. И. Личинки печеночного сосальщика Fasciola hepatica L. и их специфический хозяин — малый прудовик Galba truncatula Müll // Сб. научн. трудов «Проблемы паразитологии». — К.: Изд-во Ин-та зоологии АН УССР, 1956. — С. 61-62.
18. Здун В. И. Церкарии бассейна нижнего Дуная // Тр. Ин-та зоологии. — К., 1956. — С. 59-60.
19. Здун В. И. Обследование моллюсков на зараженность личинками дигенетических трематод // Методика изучения паразитологической ситуации и борьбы с паразитами сельскохозяйственных животных. — К.: Ин-т зоологии АН УССР, 1957. — С. 45-78.
20. Здун В. И. О личинках трематод в молюсках басейна нижнего течения Дуная // Раб. по паразитологии Юго-Запада СССР. — Кишинев: Изд-во АН МССР, 1956. — С.59-62.
21. Здун В. І. Фасціольоз сільськогосподарських тварин // Заходи по збільшенню виробництва сільськогосподарської продукції на землі в передгірних і гірських районах Карпат. — К.: Держсільгоспвидав, 1956. — С. 142—144.
21. Церкарии трематод рыб западных областей Украинской ССР // Совещ. по болезням рыб. Тез. докл. АН УССР. — М.-Л., 1957. — С. 34-35.
22. Здун В. И. Динамика развития личинок фасциол в моллюсках западных областей УССР и смена пастбищных участков, как метод борьбы с фасциолезом // Тезисы докл. науч. конф. — К., 1957. — Ч. 1.
23. Здун В. И. Насекомые — промежуточные (добавочные) хозяева дигенетических трематод // III Совещ. Всесоюз. энтомолог. об-ва. Тез. докл. — М., 1957. — Т. 1. — С. 194—196.
24. Здун В. И. Вопросы охраны моллюсков западных областей Украинской ССР // Охрана природы в западных областях УССР. Тезизы докл. — К., 1957. — Т. 2. — С. 11-14.
25.  Здун В. И. О паразитировании личиночных форм трематод у пресноводных моллюсков // IX Совещ. по паразит. проблемам. Тез. докл. — М.-Л., 1957. — С. 98-99.
26.  Здун В. И. Обследование моллюсков на зараженость личинками дигенетических трематод // Методы изучения паразитологической ситуации и борьба с паразитами сельскохозяйственных животных. — К.: АН УССР, 1957. — С. 98-139.
27.  Здун В. И. Источники инвазии животных трематодами УССР // Совещ. по вопросам зоогеографии суши. Тез. докл. — Львов: Изд-во Львовск. гос. ун-та, 1957. — С. 46-47.
28.  Здун В. И. Динамика развития личинок фасциол в моллюсках западных районов УССР и смена пастбищных участков, как метод борьбы с фасциолезом // Всесоюз. общ. гельминтологов. Тез. докл. — М., 1957. — Т. 1. — С. 123—125.
29.  Здун В. І. Зміни пасовищних ділянок як метод боротьби з фасціольозом тварин // Вісн. сільськогоспод. науки. — К., 1958. — № 12.
30.  Здун В. И. Обследование пастбищ, неблагополучных в отношении фасциолеза // Тезисы докл. — М.: Изд-во Всесоюз. Ин-та гельминтологии им. ак. А. К. Скрябина, 1958.
31. Здун В. И. О зараженности моллюсков семейства Planorbidae из водоемов Украины личинками Paramphistomum cervi Leder, 1790 и других Digenea // Работы по гельминтологии. К 80-летию акад. К. И. Скрябина. — М., 1958.
32. Здун В. І. Джерела і шляхи інвазії тварин збудником фасціольозу та боротьба з цим захворюванням // Короткий звіт Ін-ту землеробства і тваринництва зах. районів УРСР. -Львів, 1958. — С. 218—231.
33. Здун В. И. О моллюске, обитающем в почве // Всесоюз. совещ. по почвенной зоологии. — М.: Отдел биол. наук, 1958. — 0,2 листа.
34. Здун В. И. Материалы к фауне малощетинковых червей западных областей Украины // Всесоюз. совещ. по почвенной зоологии. — М.: Отдел биол. наук, 1958. — 0,1 листа.
35. Здун В. И. О перезимовывании личиночных форм печеночного сосальщика (Fasciola hepatica L.) в моллюске // Зоол. журн. — 1959. — Т. 38, вып. 8. — С. 1258—1259.
36. Здун В. І. Нові дані про деяких комах-шкідників цукрових буряків Львівської області // Наук. зап. Наук.-природозн. музею АН УРСР. — Львів, 1959. — Т 7.
37. Здун В. І. Матеріали до вивчення комах як додаткових хазяїв трематоди в умовах західних районів УРСР // Проблеми ентомології на Україні. — К.: Вид-во АН УРСР, 1959. — С. 120—121.
38. Здун В. И. Сосотояние изученности личинок трематод в моллюсках СССР и некоторые аспекты дальнейшего их исследования // Девятое Совещ. по паразитол. проблемам и природно-очаговым болезням. — М.-Л.: Изд-во АН СССР, 1959. — Вып. 2. — С. 123—124.
39.  Здун В. И. Биотопы малого прудовика Galba truncatula (O. F. Muller, 1774) на территории Восточных Карпат // Фауна и животный мир Советских Карпат / Науч. зап. Ужгород. гос. ун-та. — Ужгород, 1959. — Т. 40. — С. 337—342.
40. Здун В. І. Цікаві види молюсків Чорногори // Зб. праць Зоологічного музею АН УРСР. — К., 1960. — Вип. 20. — С. 45-48.
41. Здун В. І. Джерела і шляхи інвазії тварин збудником фасціольозу та боротьба з цим захворюванням. — К.: Вид-во УАСГН, 1960. — 128 с.
42. Здун В. І. Молюски Карпат і особливості їх поширення // Конф. по вивч. флори і фауни Карпат та прилеглих територій. — К.: Вид-во АН УРСР, — 1960. — С. 266—269.
43. Здун В. І. До фауни молюсків Закарпаття // Наук. зап. наук.-. природозн. музею. — К., 1960. — Т. 8. — С. 83-95.
44. Здун В. І. Джерела і шляхи інвазії тварин збудником фасціольозу та боротьба з ним. — К.: УАСГН, 1960. — 115 с.
45. Здун В. И. Некоторые особенности географии дигенетических трематод на примере их личинок // Матер. конф. по вопросам зоогеографии суши. — Алма-Ата: Ин-т зоологии АН Казах. ССР, 1960. — С. 49-50.
46. Здун В. И. Фауна личинок дигенетических трематод Украинских Карпат // Флора и фауна Карпат. Сб. работ. — М.: Изд-во АН СССР, 1960. — С. 216—219.
47. Здун В. И. О необходимости создания Карпатского заповедника, как резервата охраны редких видов животных // Конф. по вивч. флори і фауни Карпат та прилеглих територій. — К.: Вид-во АН УРСР, 1960. — С. 84-88.
48. Здун В. І. Заходи бортьби з фасціольозом // Заходи по збільшенню виробництва сільськогосподарської продукції на землі в передгірних та гірських районах Карпат. –К.: Держсільгоспвидав УРСР, 1960. — С. 140—145.
49. Здун В. І. Вивчення фасціольозної ситуації природних випасів та їх оздоровлення // Тез. доп. наук. сесії відділення тваринництва УАСГН. — Ровно, 1960. — С. 14-16.
50.  Здун В. И. Об охране естественных лугов и пастбищ Карпат от загрязнения личинками возбудителя фасциолеза сельскохозяйственных животных // Тез. докл. конф. по системе ведения хозяйства в горных районах. — Станислав, 1960. — С. 79-81.
51. Здун В. І. Матеріали до вивчення систематики дигенетичних трематод // Труды ІІІ науч. конф. паразитологів УССР. — К.: Ин-т зоологии АН УССР, 1960. — С. 26-27.
52. Здун В. И. Обследование моллюсков на зараженность личинками дигенетических трематод // Методы изуч. паразитол. ситуации и борьба с паразитами сельхоз. животных. Изд. второе. — К.: Изд-во Ин-та зоологии АН УССР, 1961. — С. 96-135.
53. Здун В. И. Обследование моллюсков на зараженность личинками дигенетических трематод // Методы изуч. паразитол. ситуации и борьба с паразитами сельхоз. животных. Изд. второе. — К.: Изд-во Ин-та зоологии АН УССР, 1961. — С. 96-135. (Стаття перекладена на китайську мову).
54.  Здун В. І. Матеріали до фауни комах-шкідників фруктових дерев західної Волині // Наук. зап. Наук.-природозн. музею АН УРСР, 1961. — Т. 9.
55.  Здун В. І. Личинки трематод в прісноводних молюсках України. — К.: Вид-во АН УРСР, 1961. — 144 с.
56.  Здун В. І. Матеріали до систематики дигенетичних трематод // Наук. зап. Наук.-природозн. музею АН УРСР. — К., 1961. — Т. 9. — С. 25-27.
57.  Здун В. І. Личинки трематод наземних молюсків західних областей України // Наук. зап. наук.-природозн. музею АН УРСР. — К., 1961. — Т. 9. — С. 35-44.
58.  Здун В. И. Обследование моллюсков на зараженность личинками дигенетических трематод // Методы изучения паразитологической ситуации и борьба с паразитами сельскохозяйственных животных. — К.: Изд-во АН УССР, 1961. — С. 96-135.
59.  Здун В. И. Личиночные формы Opistorchis felineus в моллюске Bithynia leachi // Проб. пар. — К.: Изд-во АН УССР, 1961. — С.274-292.
60.  Здун В. И. Личиночные формы Opistorchis felineus на стадии развития в моллюске // Паразитологический сборник. — К., 1961. — Т. 1. — С. 279—290.
61.  Здун В. И. О работе Львовского филиала Украинского республиканского общества паразитологов (УРНОП) при Академии наук УССР // Мед. паразитология и паразитарные болезни. — М.: Медгиз, 1961. — С. 502—503.
62.  Здун В. И. и др. Церкариоз рыб // Рыбоводство и риболовство. — 1961. — № 5.
63.  Здун В. І. Дослідження личинкових форм Diginea в молюсках Української РСР і суміжних територій // Наук. зап. Наук.-
природозн. музею АН УРСР. — К., 1962. — Т. 10. — С. 75-86.
63.  Здун В. И. Некоторые вопросы экологии наиболее распространенных моллюсков западного Полесья // Экологический сборник — 1962. — 0,2 листа.
64.  Здун В. И. Личинки трематод в пресноводных моллюсках Украинской ССР. — Автореф. дис… докт. биол. наук. — 1962. — К. — 16с.
65.  Здун В. И. Церкариоз рыб // Зоол. журн. — 1962. — Т. 12. — 0,1 листа.
66.  Здун В. И. Пути инвазии птиц личинками трематод // Сб. орнитол. конф. — 1962. — 0,1 листа.
67.  Здун В. І. Організація заходів боротьби з фасціольозом сільськогосподарських тварин в західних областях УРСР // Заходи боротьби з паразитарними хворобами сільськогосподарських тварин. — К.: Вид-во УАСГН, 1962. — 0,2 листа.
68.  Здун В. И. Паразиты моллюсков пресных водоемов Украинской ССР // Сб. конф. паразитологов. — Вильнюс,1962.   – 0,1 листа.
69.  Здун В. И. Биотопы личинок возбудителей парамфистоматозов в условиях Украинского Полесья // Науч. конф. Всесоюз. общества гельминтологов. — М.: АН СССР, 1962. — Ч. 2.
70.  Здун В. І. та ін. Захворювання, викликані церкаріями трематоди (церкаріоз) // Підвищення продуктивності рибних ставків. — Львів: Книжково-журнальне вид-во, 1962.
71.  Здун В. І. Біотопи молюсків родини Planorbidae в західній частині Українського Полісся // Сучасна та минула фауна західних областей України. — К.: Вид-во АН УРСР, 1963. — С.3-8.
72.  Здун В. И. Материалы к фауне моллюсков Карпатских полонин // Флора и фауна Карпат. — М.: Изд-во АН СССР, 1963. — Вып. 2. — С. 154—158.
72.  Здун В. И. Специфичность личиночных форм дигенетических трематод // Проблемы паразитологии. — К., 1963. — С. 191—193.
73.  Здун В. И. Экологические условия природных выпасов и пастбищные   трематозные  заболевания сельскохозяйственных животных // Проблемы паразитологии. — К., 1963. — С. 193—194.
74.  Здун В. И. Две экологические группы дигенетических трематод.
75.  Здун В. І. Фауна личинок дигенетичних трематод Українських Карпат.
76.  Здун В. И. Пресноводные моллюски — промежуточные хозяева трематод // Вопросы теоретической и прикладной малакологии. — М.-Л., 1964.
77.  Здун В. И. Влияние экологических условий на форму раковины малого прудовика // Тез. докл. научн. конф. «Моллюски. Вопросы теоретической и прикладной малакологии». — М.-Л.: Наука, 1965. — С.92-93.
78.  Здун В. И. Особые формы личинок трематод в пресноводных моллюсках // Тез. докл. V научной конференции Украинского паразитологического общества паразитологов «Проблемы паразитологии». — К.: Наук. думка, 1967. — С. 151—153.
79.  Здун В. И., Кулаковская О. П. Паразитологические исследования в западных областях Украины за годы Советской власти // Вестн. зоологии. — К., 1968. — № 6. — С. 3-6.
80.  Здун В. И. О метацеркариях трематод фауны Украины // Тез. докл. V научной конференции Украинского паразитологического общества паразитологов «Проблемы паразитологии». — К.: Наук. думка, 1969. — Ч. 1. — С. 103—105.
81.  Здун В. И. Коллекция байкальских моллюсков Б. Дыбовского в зоологическом музее Львовского университета // Вопросы малакологии Сибири. — Томск: Изд-во ТГУ, 1969 — С. 68-70.
82.  Здун В. И. Распространение адолескарий печеночного сосальщика (Fasciola hepatica L.) по пастбищам в засушливое лето // Вестн. зоологии. — К., 1970. — С. 81-83.
83.  Здун В. И. Простейшие беспозвоночные пресноводных моллюсков западных областей Украниы // Матер. І сьезда Всес. о-ва паразитологов. — Баку: ЭЛМ, 1971. — С. 283—285.
84.  Здун В. И., Гладунко И. И. О зараженности моллюсков оз. Байкал личинками трематод // Моллюски, пути, методы и итоги их изучения — Л.: Наука, 1971 — Сб. 4. — С. 117—119.
85.  Здун В. І., Туркевич В. М. Матеріали до біохімічної характеристики мантійної рідини молюсків Gastropoda, інвазованих личинками трематод // Паразити, паразитози та шляхи їх ліквідації. — К.: Наук. думка, 1972. — № 1. — С.181-182.
86.  Здун В. И., Яворский И. П. О гистопатологических и гистохимических изменениях печени моллюсков Galba truncatula инвазироваными личинками трематод // Тр. VII научной конф. паразитологов УССР «Проблемы паразитологии». — Киев, 1972. — С. 303—305.
86. Здун В. І. Збудники інвазійних захворювань сільськогосподарських тварин на пасовищах Волинського Полісся // Проблеми раціонального використання ресурсів Волині. Вісн. Львів. держ. ун-ту. Серія біологічна. — Львів, 1974. — Вип. 7. — С. 25-31.
87. Здун В. І. Про охорону фауни Львівських водойм // Охорона природи та раціональне використання природних ресурсів у Зах. областях УРСР. — Львів, 1974. — С. 197—198.
88. Здун В. І. Деякі закономірності поширення паразитів безхребетних тварин у гірських водоймах // Проблеми малих річок України. — К.: Наук. думка, 1974. — С. 62-64.
89. Здун В. І. Основи загальної паразитології. — Львів, 1974. — Ч. 1. — 102 с.
90. Здун В. И. О влиянии антропогенного фактора на биотопы гельминтов // Матер. восьмой науч. конф. паразитологов Украины. — К., 1975. — С. 52-54.
91.  Здун В. И. Об изменениях в структуре фауны стрекоз (Odonata) на Западе Украины // Актуальные вопросы зоогеографии. — Кишинев: Изд-во Штиинца, 1975.
92. Здун В. И. К районированию гельминтов животных // Актуальные вопросы зоогеографии. — Кишинев: Изд-во Штиинца, 1975.
93. Здун В. І. Паразити — компоненти біоценозу // Біоценоголоічні дослідження на Україні. — Львів, 1975. — С. 26-28.
94. Здун В. І. Паразити — компоненти біогеоценозу // Тези доп. І респ. наради «Біоценологічні дослідження на Україні (природні і штучні екосистеми, їх структурно-функціональні особливості та раціональне використання)». — Львів, 1975. –С. 26-28.
95. Здун В. И. Эколого-паразитологические исследования байкальских моллюсков // Тез. докл. ІІ Всесоюз. симпозиума по болезням и паразитам водных беспозвоночных. — Л., 1976. — С. 27-28.
96.  Здун В. І. та ін. Методичні вказівки з курсу «Зоологія безхребетних» для студентів біологічного факультету, спеціальність «біологія». Мінвуз УРСР. — Львів: Львівський університет, 1976. — 19 с.
97. Здун В. И., Гладунко ИИ. Эколого-паразитологическое исследование байкальских моллюсков // Всесоюз. симпоз. по болезням и паразитам водных беспозвоночных: Тез. докл. –Л., 1976. — С. 27-28.
98. Здун В. И. Об изменении границ ареалов некоторых видов стрекоз (Odonata) в Средней Европе // VII Межденар. Симпозиум по энтомофауне Средней Европы. Тез. докл. — Л., 1977. — С. 111—112.
99. Здун В. І. та ін. Методичні вказівки лабораторних занять з зоології безхребетних. — Львів: ЛОЛДУ, 1978. — 1,55 листа.
100. Здун В. И. Паразитоценози в безпозвоночных животных // Матер. І Всесоюз. съезда паразитоценологов. — Киев: Наук. думка, 1978. — С. 138—140.
101. Здун В. И. О моллюсках и их паразитах — трематодах в окультуреннях ландшафтах Западного Полесья, Волыни и смежных территориях // Моллюски, основные результаты их изчения. Автореф. докл. — Л.: Наука, 1979. — Сб. № 6. — С. 232—234.
102.   Здун В. И. Об изменении границ ареалов стрекоз // VIII Междунар. симпозиум по энтомофауне Средней Европы. Тез. докл. — Л., 1979. — С. 300—303.
103.    Здун В. И. Трематоды — компоненты пресноводной фауны // Темат. сборник «Вопросы паразитологии водных беспозвоночных животных». — Вильнюс, 1980. — С. 42-43.
104.  Здун В. И., Игнатьев СМ. Черноморский моллюск Cerithium vulgatum (Gastropoda, Cerithiidae) — новый промежуточный хозяин трематод // Паразитология. — Л.: Наука, 1980. — Т. 14 (4). — С. 345—348.
105.   Здун В. І. Про деякі результати обстеження молюсків та їх паразитів личинок трематод на випасах Карпат і суміжних територій // Вісник Львівського держ. ун-ту імені Івана Франка. Серія Біологічна. — Львів: Вид-во Львів. ун-ту, 1981. — Вип. 12. — С. 4-10.
106.   Здун В. І., Яворський І. П. Про перезимівлю трематод // Вісник Львівського державного університету імені Івана Франка. Серія Біологічна. — Львів: Вид-во Львів. ун-ту, 1981. — Вип. 12. — С. 10-15.
107.   Здун В. И., Васкес-Гонсалес М.-М. Малакофауна подстилки экосистем лесов Предкарпатья // Моллюски. Систематика, экология и закономерности распространения. Автореф. докл. — Л., 1983. — С. 149—150.
108. Яворницкий В. И., Здун В. И. Моллюски подстилок грабовых дубрав верховья бассейна Днестра // Вестн. зоологии. — 1985. — № 5. — С. 75-78.
109.Здун В. И., Лесник В. В. Сукцессия трематодофауны моллюсков полесских водоемов // Тез. докл. Х конф. Украинского общества паразитологов. — К.: Наук. думка. — 1986. — С. 218.
107. Здун В. И., Яворский И. П. Влияние антропопрессии на формирование очагов фасциолеза // Тез. докл. ІХ сьезда Всесоюзного общества гельминтологов. — М., 1986. — С. 65-66.
108.Здун В. И., Япринцева М. Л. Паразиты моллюсков запада Подольской возвышенности // Матер. Х конф. Укр. об-ва паразитологов. — К.: Наук. думка, 1986. — Ч. 1. — С. 219.
109. Здун В. И. Львовская коллекция моллюсков Прикарпатья и Карпат // Моллюски. Результаты и перспективы их исследований. Автореф. докл. 8 Всесоюз. совещ. по изуч. моллюсков. — Л., 1987. — С. 168—169.
110. Здун В. И. О возрастной структуре популяций моллюска малый прудовик // Тез. докл. Всес. сов. паразитологов «Экология популяций». — Новосибирск, 1988. — Ч. 2. — С. 146—148.
111. Здун В. И. Моллюски // Украинские Карпаты. Природа / Голубец М. А., Гаврусевич А. Н., Загайкевич И. К. и др. — К. Наук. думка, 1988. — С.161-164.
110. Здун В. И., Яворский И. П. Малакологический мониторинг пастбищ Западных областей Украины // Тез. Всесоюз. конф. «Экологические проблемы охраны живой природы». — М., 1990. — Ч. 3. — С. 124—125.
111. Zdun W. Przyczynek do znajomosci nicieni domowego // Fragm. Faunist. Musei Zoolog. Polon. — Warszawa, 1937. — T. 3, № 4. — S. 6.
112. Zdun W. Cercariae from Coretus corneus (L.) in the environments of Warszawa // Acta Parasitolog. Polonica. — 1959. — Fasc. 3, Vol. 7. — P. 95-115.
113. Zdun W. Reakcje cerkarii przywr na czynniki środowiska zewnętrznego // Annales Universitatis Marie Curie-Skłodowska. — Lublin-Polonia. — 1965. — Sec. C., Vol. 20 (22). — S. 341—348.